# Röthlein
Röthlein település Németországban, azon belül Bajorországban. Lakosainak száma 4478 fő (2023. december 31.).

## Népesség
A település népessége az elmúlt években az alábbi módon változott:
| Lakosok száma | 3521 | 1714 | 4573 | 4544 | 4545 | 4561 | 4506 | 4538 | 4498 | 4478 |
|               | 1970 | 1975 | 2011 | 2012 | 2014 | 2015 | 2017 | 2019 | 2022 | 2023 |